# Каліфорнійський білий кріль
Каліфорнійський — порода кролів м'ясного напряму.

## Історія
Порода була виведена 1923 році в США Георгом Вестом з Каліфорнії шляхом складного відтворювального схрещування порід новозеландської білої, гімалайської, російської горностаєвої і великої шиншили. Широкій публіці порода вперше була показана у 1928 році, а стандарт був прийнятий Американською асоціацією кролівників (ARBA) у 1939 році.

## Біологічні характеристики

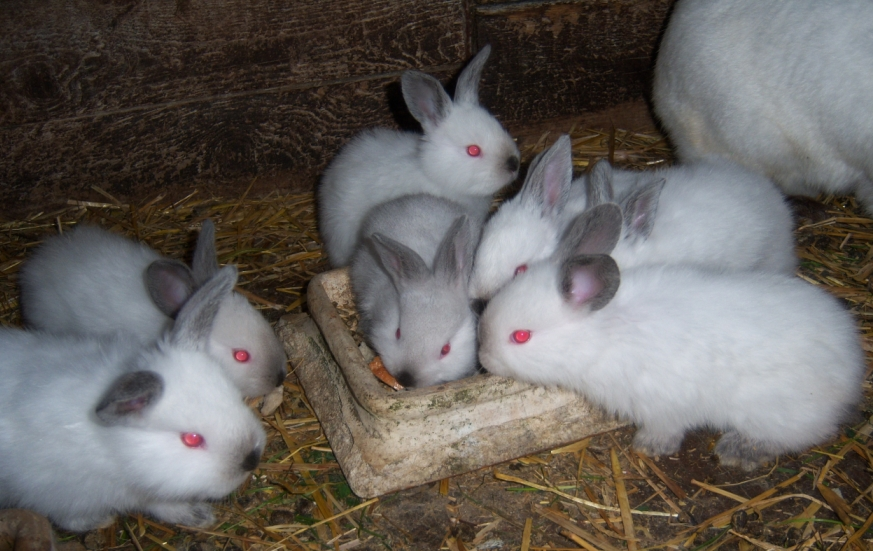
Кроленята

Конституція тіла міцна. Голова легка з короткими прямостоячими вухами. Груди широкі та глибокі. Спина коротка. Мускулатура добре розвинена. Забарвлення, у каліфорнійського кролика, білий з чорними цятками на мордочці, кінчиках лапок і вухах. Очі червоні. Дорослі кролики важать 4-5,5 кг. В окролі самиці налічується 10 кроленят. Вага новонароджених кроленят 45 г. При інтенсивній відгодівлі, до 3-го місяця життя можуть досягати 3,5 кг ваги.
Новонароджені кроленята каліфорнійців дуже часто з'являються на світ чисто білими або димчастими. Характерні плями з'являться трохи пізніше. Так проявляє себе фермент тирозиназа - при підвищенні температури зовнішнього середовища (наприклад, під час внутрішньоутробного розвитку або в спеку влітку) забарвлення блідне, а при зниженні (після народження кроленяти або взимку) - стає більш темним.

## Хутро
Хутро у каліфорнійській породи кролів густе і хорошої якості. Порода вважається бройлерною завдяки своїм смаковим якостям. Вихід м'яса з тушки один з найвищих. Каліфорнійський кролик добре адаптований до наших умов проживання.